# Lu Ban
Lu Ban (鲁班 en chino, y Lu Pan en Wade–Giles) fue un carpintero, ingeniero, arquitecto y estratega chino del siglo V a. C., contemporáneo del filósofo Mozi durante los tiempos de los Reinos Combatientes, nacido en el estado de Lu.
Su nombre real era Gongshu Ban (公输般 o 公输班 en chino, Gōngshū Bān en pinyin), aunque también se le conocía como el Maestro Gongshu. Debido a que procedía del Estado de Lu, también se referían a él sus contemporáneos como Lu Ban
De acuerdo con la tradición, fue responsable de varios inventos, principalmente en materia de carpintería, pero también en el arte militar. También existen manuscritos en los que se le atribuyen otras tantas invenciones:
- El Libro de los Linajes, (世本), escrito en el siglo III a. C.
- Los Cuentos de los Maravillosos (述异记), escrito en torno al siglo V por Ren Fang.
- Los Archivos del Origen de las Cosas y los Hechos (事物纪原), escrito en torno al siglo XI por Gao Cheng.
- El Origen de las Cosas (物原), escrito en el siglo XV por Luo Qi.
- El Tratado de Lu Ban (鲁班经), compuesto por textos atribuidos a Lu Ban entre los siglos XIII y XV.

## Principales inventos
- Escalera de nubes: una escalera de asedio móvil con contrapeso.
- Ganchos de agarre y ariete: implementos para la guerra naval.
- Pájaro de madera: un pájaro de madera, volador, sin motor, que puede permanecer en el aire durante tres días.
- La sierra. Cuenta la leyenda que cuando Lu Ban se agarraba a los troncos de los árboles para subir una pendiente empinada mientras recogía leña, una hoja de textura espinosa le cortó la mano. Luego se dio cuenta de que podía convertir la textura de la hoja en una herramienta más eficiente para cortar árboles, es decir, la sierra.